# 4 Seasons of Loneliness
4 Seasons of Loneliness (englisch für „4 Jahreszeiten der Einsamkeit“) ist ein Lied der US-amerikanischen Boygroup Boyz II Men, das im September 1997 erschien.

## Entstehung und Veröffentlichung
Das Lied wurde gemeinsam vom Produzentenduo James Harris III und Terry Lewis (auch bekannt als Jimmy Jam und Terry Lewis) getextet, komponiert und produziert.
Die Erstveröffentlichung von 4 Seasons of Loneliness erfolgte als Single am 8. September 1997 bei Motown. Diese erschien unter anderem als Maxi-Single mit vier verschiedenen Versionen des Liedes (Katalognummer: 860 699-2). Am 23. September desselben Jahres erschien das Lied als Teil von Boyz II Mens dritten Studioalbum Evolution (Katalognummer: 530822-2), dessen erste Singleauskopplung es ist.

## Inhalt
Im Liedtext verarbeitet der Protagonist in Form des lyrischen Ichs die Zeit nach der Trennung.

## Musikvideo
Das dazugehörige Musikvideo entstand unter der Regie von Paul Hunter und zeigt zunächst das Weltall, dann wird auf einen Strand als Standbild umgeschwenkt. Danach bietet die Band das Lied in einem weißen, futuristisch anmutenden Raum dar. In Zwischenszenen werden Naturaufnahmen, das Weltall, das Meer, ein Strand und Wälder eingeblendet.

## Rezeption
Larry Flick von Billboard erklärte: "Das lang erwartete "Evolution" wird mit einer herzzerreißenden Ballade vorgestellt, die die charakteristischen Harmonien der Band mit einem leise rumpelnden R&B-Groove unterstreicht. Die Produzenten Jimmy Jam und Terry Lewis machen klugerweise nicht zu viel Aufhebens um die Hit-Formel der Band, die nach all den Jahren immer noch frisch klingt - vor allem dank der freundlichen und oft romantischen Persönlichkeiten, die die Jungs in das Material einbringen. Andere sind vielleicht in der Lage, den technischen Sound von Boyz II Men zu duplizieren, aber man kann keinen Vibe und keine Persönlichkeit herstellen, die beide hier reichlich vorhanden sind. Der Countdown zur Nummer eins läuft jetzt."

## Kommerzieller Erfolg

### Chartplatzierungen
| ChartsChartplatzierungen       | Höchstplatzierung | Wochen |
| ------------------------------ | ----------------- | ------ |
| Deutschland (GfK)              | 59 (9 Wo.)        | 9      |
| Schweiz (IFPI)                 | 32 (5 Wo.)        | 5      |
| Vereinigte Staaten (Billboard) | 1 (20 Wo.)        | 20     |
| Vereinigtes Königreich (OCC)   | 10 (6 Wo.)        | 6      |

| ChartsJahrescharts (1997)      | Platzierung |
| ------------------------------ | ----------- |
| Vereinigte Staaten (Billboard) | 30          |

### Auszeichnungen für Musikverkäufe
| Land/Region               | Auszeichnungen für Musikverkäufe (Land/Region, Auszeichnung, Verkäufe) | Verkäufe  |
| ------------------------- | ---------------------------------------------------------------------- | --------- |
| Australien (ARIA)         | Gold                                                                   | 35.000    |
| Neuseeland (RMNZ)         | Gold                                                                   | 5.000     |
| Vereinigte Staaten (RIAA) | Platin                                                                 | 1.000.000 |
| Insgesamt                 | 2× Gold · 1× Platin ·                                                  | 1.040.000 |